# Dong Bin
Dong Bin (chiń. 董斌; pinyin Dǒng Bīn; ur. 22 listopada 1988 w Hunan) – chiński lekkoatleta, trójskoczek, brązowy medalista igrzysk olimpijskich, halowy rekordzista Azji (17,41 w 2016).
Startował na mistrzostwach świata juniorów w 2006. W 2009 zajął 11. miejsce na uniwersjadzie w Belgradzie. Złoty medalista halowego czempionatu Azji z Teheranu. W 2011 wystąpił w finale mistrzostw Azji i uniwersjady. W 2012 ponownie zdobył złoto halowych mistrzostw Azji. Ósmy zawodnik halowych mistrzostw świata w Stambule. Startował na igrzyskach olimpijskich w Londynie, na których zajął 10. miejsce. Wicemistrz igrzysk azjatyckich w Incheon (2014). W 2016 wywalczył złoto halowych mistrzostw świata w Portland. Medalista mistrzostw kraju i chińskiej olimpiady narodowej.
Rekordy życiowe: stadion – 17,38 (14 kwietnia 2012, Zhaoqing); hala – 17,41 (29 lutego 2016, Nankin) halowy rekord Azji.

## Osiągnięcia
| Rok  | Impreza                     | Miejsce        | Lokata            | Wynik |
| ---- | --------------------------- | -------------- | ----------------- | ----- |
| 2006 | Mistrzostwa świata juniorów | Pekin          | el. – 14. miejsce | 15,60 |
| 2009 | Uniwersjada                 | Belgrad        | 11. miejsce       | 16,26 |
| 2010 | Halowe mistrzostwa Azji     | Teheran        | 1. miejsce        | 16,73 |
| 2011 | Mistrzostwa Azji            | Kobe           | 5. miejsce        | 16,36 |
| 2011 | Uniwersjada                 | Shenzhen       | 8. miejsce        | 16,32 |
| 2012 | Halowe mistrzostwa Azji     | Hangzhou       | 1. miejsce        | 17,01 |
| 2012 | Halowe mistrzostwa świata   | Stambuł        | 8. miejsce        | 16,75 |
| 2012 | Igrzyska olimpijskie        | Londyn         | 10. miejsce       | 16,75 |
| 2013 | Mistrzostwa świata          | Moskwa         | 9. miejsce        | 16,73 |
| 2014 | Igrzyska azjatyckie         | Incheon        | 2. miejsce        | 16,95 |
| 2015 | Mistrzostwa Azji            | Wuhan          | 4. miejsce        | 16,65 |
| 2015 | Mistrzostwa świata          | Pekin          | el. – 18. miejsce | 16,44 |
| 2016 | Halowe mistrzostwa świata   | Portland       | 1. miejsce        | 17,33 |
| 2016 | Igrzyska olimpijskie        | Rio de Janeiro | 3. miejsce        | 17,58 |
| 2018 | Halowe mistrzostwa świata   | Birmingham     | 8. miejsce        | 16,84 |